# Малиновогрудая петроика
Малиновогрудая петроика (лат. Petroica rodinogaster) — птица из рода петроики. Обитает в юго-восточной Австралии: в южной Виктории, реже встречается в Южной Австралии, Новом Южном Уэльсе и в Тасмании.
Длина птицы — 13,5 см. Развит половой диморфизм: у самок оперение серо-коричневое, у самцов тоже, но грудь и брюхо имеют яркий малиновый цвет, переходящий в белый ближе к хвосту, а также белый лоб.
Птица питается насекомыми: пауками, гусеницами, ихневмоноидными наездниками, жуками, мухами и муравьями. Период гнездования — с сентября по январь. Гнёзда создают прочные, аккуратные, изнутри его выкладывают мхом, перьями, мехом и паутиной. Вьют гнездо малиновогрудые петроики на высоте около пяти метров. В кладке три—четыре яйца размером 14 на 18 мм. Яйца серо-, зелёно- или сине-белые с тёмно-коричневыми точками у более крупного конца.
Малиновогрудая петроика описана бельгийским орнитологом Огюстом Драпье в 1819 году.